# Muang Bèng
Muang Bèng är ett distrikt i Laos.   Det ligger i provinsen Udomxai, i den nordvästra delen av landet, 280 km norr om huvudstaden Vientiane.